# Бургундская школа (музыка)
Бургундская школа — группа композиторов, работавшая в XV веке при дворе герцогов Бургундии в Дижоне и при кафедральном соборе в Камбре. В истории музыки бургундскую школу считают первой фазой эволюции франко-фламандской школы полифонистов.

## Общая характеристика
Стилистически, с одной стороны, в бургундской школе много от предыдущего исторического периода Ars nova (твёрдые формы, модальная гармония, мензуральная ритмика), с другой, в ней отмечают стилевые черты (прежде всего, повышенное внимание к формам имитационной полифонии, основанной на обработке заданной мелодии, cantus prius factus), определяющие специфику нидерландской школы в годы её расцвета.
Композиторы бургундской школы в основном развивали бургундскую придворную музыку (шансон) и мессы на основе Cantus firmus. Отличительной чертой их творчества было проникновение элементов светской музыки в церковную. Одним из важнейших достижений школы является развитие техники фобурдона. Важнейшими представителями школы были композиторы Гийом Дюфаи и Жиль Беншуа.
Музыка бургундской школы считается предвосхищением музыки Ренессанса.